# Herbert Thumpser

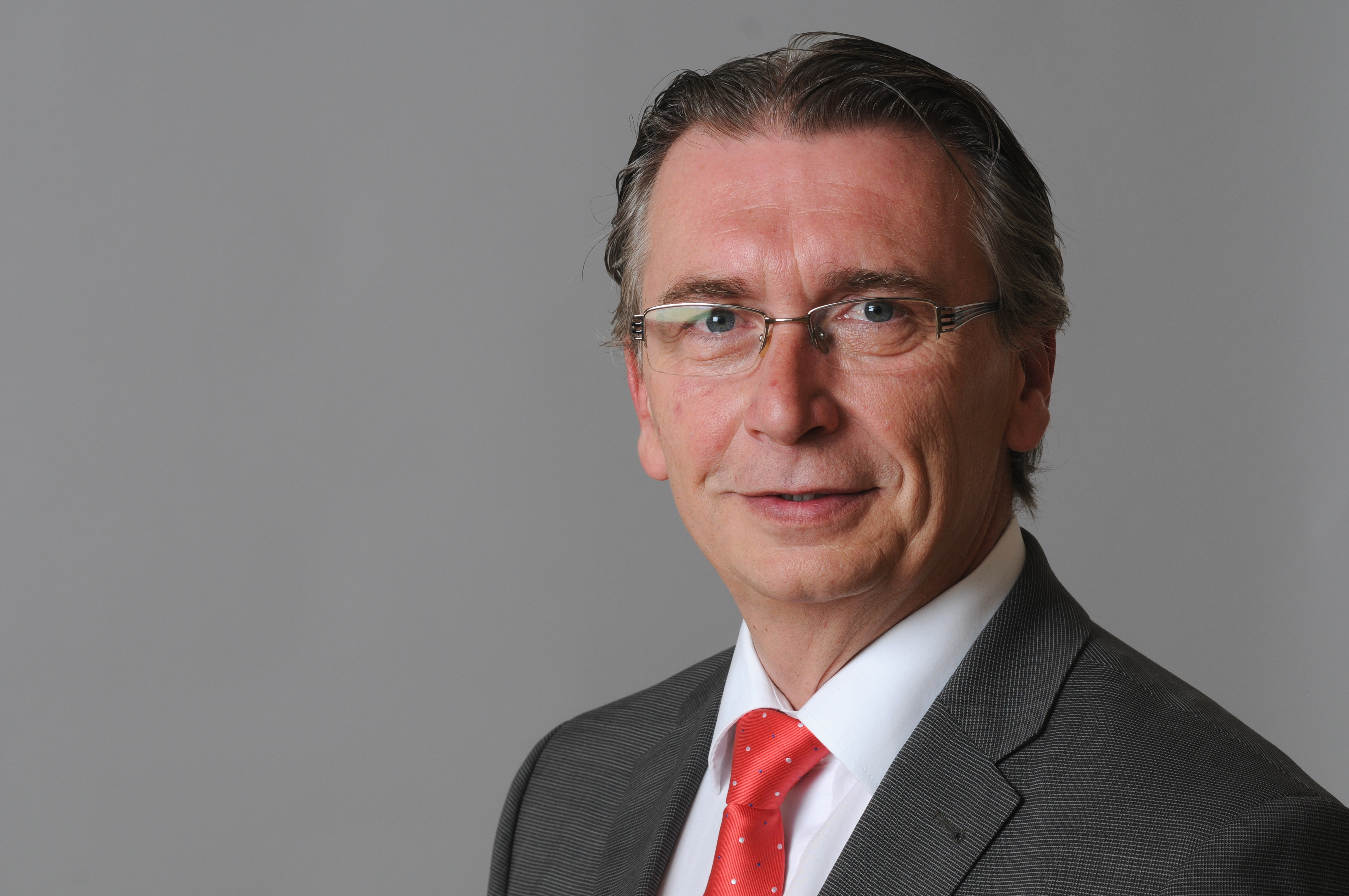
Herbert Thumpser (2013)

Herbert Thumpser (* 7. März 1961 in Lilienfeld) ist ein österreichischer Politiker (SPÖ). Er war von 1998 bis 2003 Mitglied des Bundesrates und war von 2003 bis 2008 sowie von 2009 bis 2018 Abgeordneter zum Landtag von Niederösterreich.

## Leben
Thumpser besuchte die Volks- und Hauptschule in Traisen und absolvierte danach von 1975 bis 1981 die Höhere Technische Lehranstalt in St. Pölten, die er mit der Matura abschloss. Zuvor hatte er ein halbes Jahr das Gymnasium in Lilienfeld besucht. Er arbeitete zwischen 1981 und 1983 für die VÖEST Alpine und von 1983 bis 1998 für die SPÖ Niederösterreich, wobei er von 1981 bis 1982 den Präsenzdienst ableistete. Ab 1992 engagierte er sich als Gemeinderat in Traisen und von 1995 bis 2023 war er Bürgermeister. Zudem übernahm er 1998 das Amt des SPÖ-Bezirksparteivorsitzenden in Lilienfeld. Thumpser vertrat die SPÖ zwischen dem 16. April 1998 und dem 23. April 2003 im Bundesrat und wurde am 24. April 2003 als Landtagsabgeordneter angelobt. Nach der Landtagswahl in Niederösterreich 2008 schied er per 10. April 2008 aus dem Landtag aus, rückte jedoch am 2. Juli 2009 für Emil Schabl wieder in den Landtag nach. Nach der Landtagswahl in Niederösterreich 2018 schied er aus dem Landtag wieder aus.
Er studierte Kommunikationswissenschaft an der Donau-Universität Krems, das Studium schloss er 2012 als Master of Science ab. Spezialgebiet: interne Kommunikation in Organisationen. Thumpser ist verheiratet und Vater eines Sohnes.
Seit dem Jahr 2014 widmet er sich verstärkt der österreichischen Motorradrennszene. Er brachte mittlerweile fünf Bücher zu österreichischen Motorradszene auf den Markt.

## Werke (Auswahl)
- Auch MitarbeiterInnen sind Menschen – die interne Kommunikation mit VerwaltungsmitarbeiterInnen. 2012, ISBN 978-3-200-02747-3.
- Auch MitarbeiterInnen sind Menschen. Teil 2 – Führungskommunikation. 2013, ISBN 978-3-200-03162-3.

BelletristikSatiren:
- The Run – der Kampf um die Wildkamera. 2015, ISBN 978-3-200-04193-6.
- The Disaster – Männer allein zu Haus. 2016, ISBN 978-3-200-04790-7.

Initiator des Volksbegehrens Gegen TTIP, CETA und TiSA. Mit 562.379 Unterschriften eines der erfolgreichsten Volksbegehrens der letzten Jahre.
Motorradszene
- Österreichische Legenden in Schräglage - Portraits österreichischer Motorradfahrer aus sieben Jahrzehnten. Thucom-Verlag, Traisen 2017, ISBN 978-3-200-05126-3.
- Österreichische Legenden in Schräglage Teil 2 - Portraits österreichischer Motorradfahrer aus sieben Jahrzehnten. Thucom-Verlag, Traisen 2019, ISBN 978-3-200-05933-7.
- Motorradlegenden unterwegs - Geschichten und G´schichterl aus 70 Jahren Rennfahrerei. Thucom-Verlag, Traisen 2018, ISBN 978-3-200-05851-4.
- Legenden des Motorradsports: Christian Zwedorn - von der Erde bis zum Mond. Thucom-Verlag, Traisen 2019, ISBN 978-3-200-06286-3.

## Auszeichnungen
- 2019: Großes Silbernes Ehrenzeichen für Verdienste um die Republik Österreich[1]